# Putin Team
«Команда Путина» (англ. Putin Team, также встречаются варианты PutinTeam, #PutinTeam) — общественное движение в поддержку Владимира Путина, создание которого было анонсировано Александром Овечкиным 2 ноября 2017 года. Задачу по продвижению проекта взял на себя Игорь Матвиенко.
Движение создано перед президентскими выборами 2018 года в поддержку кандидата в президенты Владимира Путина, впоследствии переизбранного на четвёртый срок. В декабре 2023 года «Команда Путина» участвовала в процессе выдвижения Путина на очередной 6-летний срок.

## История

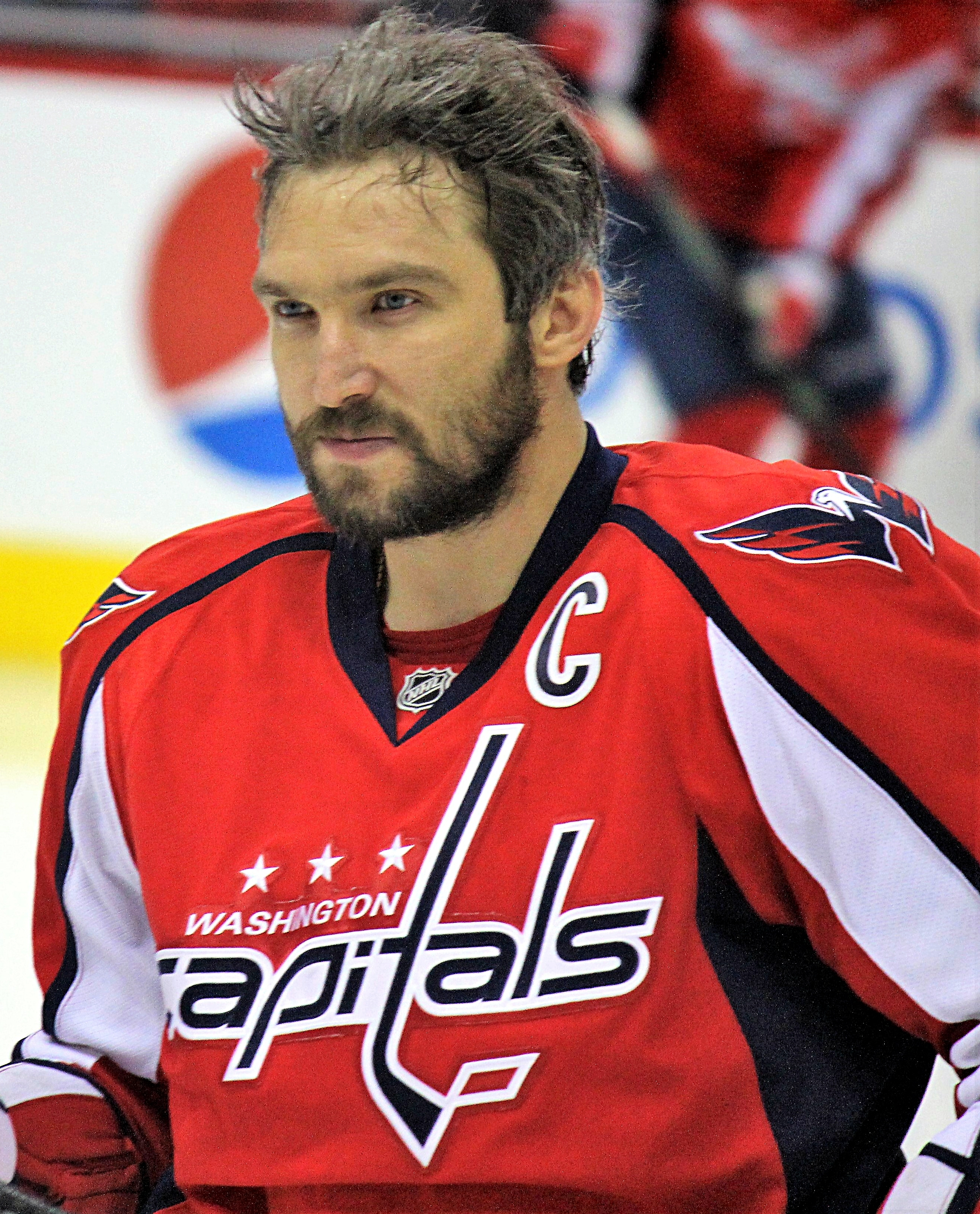
Основатель Putin Team хоккеист Александр Овечкин

Александр Овечкин высказывался в поддержку Владимира Путина задолго до создания Putin Team и не скрывал личных отношений с ним. Появлялись сообщения о том, что Путин дарил Александру подарки на свадьбу и день рождения.
2 ноября 2017 года Овечкин анонсировал создание организации, а 23 ноября того же года объявил об открытии официального сайта, обозначив цель движения как «показать всем сильную и сплочённую Россию», а также объявил, что идея принадлежит ему самому, и не была навязана президентом или Кремлём. Газета «Ведомости» со ссылкой на источник в Кремле сообщала, что движение придумано в компании «ИМА-консалтинг» и одобрено Кремлём. В самой компании это отрицали.
В 2018 году был выпущен гимн движения — песня «Путеводная звезда». В число исполнителей вошли Дима Билан, Григорий Лепс, Тимати, DJ Smash, Виктория Дайнеко, группа «А-студио», Полина Гагарина, Александр Панайотов и Нюша. Они призвали «не потерять смысл» и «сделать выбор, играя в сильной команде».
Также появился бренд одежды Putin Team, но неизвестно, связан ли он напрямую с движением Овечкина.
С апреля 2022 года сайт движения недоступен. По другому адресу продается одежда

## Известные члены

К движению присоединились многие российские известные лица. В разное время в него входили:
Спортсмены, тренеры:
- Давид Аванесян
- Александр Алябьев
- Павел Буре (хоккей)
- Ольга Брусникина (синх. плавание)
- Роман Власов
- Алексей Воевода
- Александр Волков (волейбол)
- Елена Вяльбе (лыжные гонки)
- Данис Зарипов[13] (хоккей)
- Елена Исинбаева (лёгкая атлетика)
- Сергей Карякин (шахматы)
- Мария Киселёва (синх. плавание)
- Илья Ковальчук (хоккей)
- Наталья Кузютина
- Денис Лаврентьев
- Денис Лебедев
- Александр Легков (лыжные гонки)
- Евгений Малкин (хоккей)
- Джефф Монсон
- Виталий Минаков
- Максим Михайлов (волейбол)
- Сергей Мозякин (хоккей)
- Беслан Мудранов
- Татьяна Навка (фиг. катание)
- Никита Нагорный
- Александр Овечкин (хоккей)
- Евгений Плющенко (фиг. катание)
- Александр Поветкин
- Руслан Проводников
- Николь Родомакина
- Олег Романцев (футбол)
- Оксана Савченко
- Бувайсар Сайтиев
- Андрей Сироткин
- Дмитрий Соловьёв (фиг. катание)
- Сергей Тетюхин (волейбол)
- Екатерина Тырышкина (футбол)
- Тарас Хтей (волейбол)
- Иван Черезов (биатлон)
- Антон Шипулин (биатлон)
- Георгий Ярцев (футбол) (ум. 2022)

Певцы, музыканты, актёры, телеведущие:
- DJ Smash
- DJ Грув
- Сергей Бадюк
- Юлия Барановская
- Николай Басков
- Дмитрий Бикбаев
- Ксения Бородина
- Наталья Варлей
- Полина Гагарина
- Михаил Галустян
- Валерий Гергиев
- Василий Герелло
- Диана Гурцкая
- Джанго
- Айза Долматова
- Доминик Джокер
- Сергей Куприк
- Михаил Мамаев
- Александр Маршал
- Владимир Машков
- Андрей Мерзликин
- Юлия Михалкова-Матюхина
- Томас Н’эвергрин
- Нюша
- Руслан Осташко
- Иван Охлобыстин
- Дмитрий Певцов
- Игорь Петренко
- Николай Расторгуев
- Надежда Сысоева
- Сослан Фидаров
- Юлия Чичерина
- Станислав Ярушин

Журналисты, писатели, блогеры:
- Николай Долгачёв
- Эвелина Закамская
- Александр Коц
- Дмитрий Кулько
- Ирина Куксенкова
- Дмитрий Макаренко
- Захар Прилепин
- Юрий Подоляка
- Дмитрий Пучков
- Сергей Тугушев
- Илья Ушенин
- Полина Цветкова
- Екатерина Шугаева

Прочие
- Илья Бачурин
- Деян Берич
- Камил Гаджиев
- Андрей Гречко (врач)
- Артём Демидов
- Артём Жога
- Антон Коробков-Землянский (пресс-секретарь Филиппа Киркорова и Shaman)
- Сергей Крикалёв (космонавт)
- Кирилл Крок
- Анна Кудрявцева (учёный)
- Михаил Кузнецов
- Константин Майер
- София Никитчук (модель)
- Эдуард Пичугин
- Андрей Продеус (врач)
- Константин Ярошенко

и другие.
Полный список членов доступен на архивной версии сайта. Впоследствии список был обновлен. Новые члены стали известные 16 декабря 2023 года, когда «Команда Путина» участвовала в его выдвижении на президентские выборы 2024 года.

## Критика
Общественное движение критиковалось с момента создания из-за того, что его основатель Александр Овечкин жил и зарабатывал деньги в США, при этом пытаясь влиять на политику в России. Позднее гражданство США обнаруживали и у других активных членов движения. При этом, многие издания писали о том, что создание организации лишь формально приписывается Овечкину, и что идея была поддержана в Администрации президента. Обсуждалось, что похожее движение «За Путина» уже создавалось перед выборами президента 2008 года, а один из создателей этого движения Павел Астахов впоследствии получил должность уполномоченного по правам ребёнка.